# Heats
Heats (estilizada como HEATS) é uma canção de Hironobu Kageyama lançada em single pela Ayers em 21 de janeiro de 1999.

## Produção
A música foi lançado em um single homônimo que também contém a faixa "HURRY UP DREAM ~Tabidachi~", cantada por Masako Iwanaga, além das versões instrumentais de ambas.
A composição de ambas as músicas ficou com Tetsuo Kudoh, que trabalhou em inúmeras outras trilhas de animes, como Gundam, além de vários trabalhos com o JAM Project. Já as letras ficaram a cargo de M Rie, nome artístico de Rie Miyajima, outro nome comum da indústria, tendo trabalhado em obras como Gowcaizer.

## Legado
Ambas as músicas foram usadas no anime Getter Robo Armageddon. "HEATS" foi a abertura da série enquanto "HURRY UP DREAM ~Tabidachi~" foi o encerramento.
O sucesso da música fez com que ela fosse inclusa em diversos álbuns . Kageyama incluiu uma versão ao vivo em seu álbum ao vivo BEST & LIVE e em sua coletânea Kage chan Pack ~Kimi to Boku no Daikoushin~ A canção também foi inclusa em álbuns especiais temáticos não só da franquia Getter Robo, como The Legend of Getter, e Change!! Getter Robo: Sekai Saigo no Hi Original Soundtrack Vol.2, mas como coletâneas de músicas de animes de mecha, como Super Robot Spirits Tour `99 Haru No Jin.

## Versão de 2021
Em 2021, um novo single foi lançado digitalmente pela Lantis, chamado "HEATS 2021". Basicamente é a mesma música com um arranjo diferente. Ela foi usada como terceiro encerramento do anime Getter Robo Arc. Foi parte de um pacote de regravações que, além desta, inclui duas músicas do JAM Project, "DRAGON 2021" e "STORM 2021", ambas também usadas como encerramentos em diferentes momentos.

## Recepção
O single chegou à 88ª posição no Oricon Singles Chart.
A versão de 2021 chegou à 73ª no ranking de downloads da Billboard Japan.
O site NetLab, da ITMedia, organizou um ranking das 21 melhores músicas de Kageyama por votação popular, e "HEATS" ficou na primeira colocação. O mesmo tipo de votação foi feito pelo site Anime Anime, onde a mesma canção ficou em terceiro lugar.

## Faixas
| Single original: |                                                    |                  |                |                |         |  |
| N.º              | Título                                             | Letras           | Música         | Arranjo        | Duração |  |
| 1.               | "HEATS" (voz: Hironobu Kageyama)                   | Tetsuo Kudoh     | Hitoshi Haba   | Kenichi Sudo   | 4:05    |  |
| 2.               | "HURRY UP DREAM ~Tabidachi~" (voz: Masako Iwanaga) | T. Kudoh e M Rie | M Rie          | K. Sudo        | 4:23    |  |
| 3.               | "HEATS (Off Vocal Version)"                        | instrumental     | H. Haba        | K. Sudo        | 4:04    |  |
| 4.               | "HURRY UP DREAM ~Tabidachi~ (Off Vocal Version)"   | instrumental     | M Rie          | K. Sudo        | 4:21    |  |
| Duração total:   | Duração total:                                     | Duração total:   | Duração total: | Duração total: | 16:53   |  |

| Versão de 2021 |                |                |                |                |         |  |
| N.º            | Título         | Letras         | Música         | Arranjo        | Duração |  |
| 1.             | "HEATS 2021"   | Tetsuo Kudoh   | Hitoshi Haba   | Kenichi Sudo   | 4:18    |  |
| Duração total: | Duração total: | Duração total: | Duração total: | Duração total: | 4:18    |  |